# Applied Entomology and Zoology
Applied Entomology and Zoology – japońskie, anglojęzyczne, recenzowane czasopismo naukowe poświęcone zoologii stosowanej, zwłaszcza entomologii stosowanej.
Czasopismo to wydawane jest przez Springer Science+Business Media dla Japanese Society of Applied Entomology and Zoology. Ukazuje się od 1966 roku. Wychodzi cztery razy w roku: w lutym, maju, sierpniu i listopadzie. Publikuje głównie prace z zakresu entomologii stosowanej, zoologii stosowanej, chemii rolniczej i kontroli szkodników, obejmujące takie dziedziny jak biologię molekularną, nauki o środowisku, fizjologię, ekologię, etologię, taksonomię i toksykologię.
W 2017 roku jego wskaźnik cytowań według ISI Journal Citation Reports wyniósł 0,857 co dawało mu 45. miejsce wśród czasopism poświęconych entomologii, natomiast według Scimago Journal & Country Rank wyniósł 0,422 co dawało mu 64. miejsce wśród czasopism poświęconych naukom o owadach.